# Fine China
Singles de Chris Brown
Nobody's Perfect
(2013) Don't Think They Know
(2013)
Fine China est une chanson soul et RnB du chanteur américain Chris Brown sorti le 2 avril 2013 sous format numérique. Le single est extrait de son 6e album X (2013). La chanson a été produite par  Roccstar et PK. Cette musique a reçu des critiques très positives faisant l'éloge de Chris Brown pour son retour au R&B de ses débuts. 

## Liste des pistes
- Téléchargement numérique[2]

1. Fine China – 3:33

## Clip vidéo
Le clip de la musique signé par le français Sylvain White qui a fait ses armes aux côtés de Michel Gondry et Spike Jonze chez Propaganda Films, a été dirigé par ce dernier et Chris Brown. Le clip, scénarisé et riche en effets spéciaux, se présente comme un véritable court métrage dans lequel le chanteur courtise la fille d'un chef gang, le tout entrecoupé de scènes de danse dans lesquelles les amateurs reconnaîtront aisément l'héritage de Michael Jackson. La vidéo se termine sur un face à face entre les Yakuzas et la bande de Chris Brown (ce qui n’est pas sans rappeler le film West Side Story ayant lui-même inspiré le clip "Beat It" du Roi de la Pop ) offrant ainsi une fin ouverte. D'ailleurs, selon le principal intéressé, Fine China est la première d’une série de dix vidéos qui doivent être dévoilées d’ici à la sortie de l'album "X". On peut remarquer la présence du chanteur T-Pain dans le clip ainsi que l'acteur Jimmy Jean-Louis.

## Classement hebdomadaire
| Classement (2013)               | Meilleure position |
| ------------------------------- | ------------------ |
| Australie (ARIA)                | 26                 |
| Belgique (Flandre Ultratip 100) | 91                 |
| Corée du Sud                    | 4                  |
| États-Unis (Hot 100)            | 31                 |
| États-Unis (Pop Airplay)        | 29                 |
| France (SNEP)                   | 43                 |
| Irlande (IRMA)                  | 65                 |
| Nouvelle-Zélande (RMNZ)         | 21                 |
| Pays-Bas (Single Top 100)       | 56                 |
| Royaume-Uni (UK Singles Chart)  | 29                 |

### Certifications
| Pays      | Organisme | Certification | Vente  |
| --------- | --------- | ------------- | ------ |
| Australie | ARIA      | Or            | 35 000 |

|}